# الزعيم الأعلى لكوريا الشمالية
الزعيم الأعلى لكوريا الشمالية (بالكورية: 최고령도자) هي القيادة الوراثية الفعلية لحزب العمال الكوري والدولة والجيش الشعبي الكوري. اللقب فخري، ولا يُمنح إلا بعد الوفاة في الحالتين الأوليين. على نطاق أوسع، يمكن أن يشير اللقب أيضًا إلى "نظام الزعيم الأعلى"، والذي يُعرَّف بأنه "نظام يهدف إلى ضمان القيادة المستمرة من قبل الزعيم الأعلى عبر الأجيال". تم استخدام ألقاب مختلفة في الدعاية الكورية الشمالية والتي يمكن ترجمتها من الكورية إلى "الزعيم العظيم" أو "الزعيم العزيز" أو "الزعيم الأعلى".

## ملخص
كان مصطلح "الزعيم الأعلى" في الأصل تسمية تستخدم لكيم إيل سونغ فقط، وبعد وفاته فقط.  كان يُعرف خلال حياته بلقب "القائد العظيم" (위대한 수령)، وهو لقب لا يزال حتى يومنا هذا يشير إليه فقط.  وكان ابنه، كيم جونغ إيل، معروفاً باسم "القائد العزيز" (친애하는 령도자) خلال حياته، ولم تبدأ وسائل الإعلام الكورية الشمالية في تسميته "الزعيم الأعلى" إلا بعد وفاته، تمشيا مع تقليد والده.  تم تسمية الحفيد كيم جونج أون لأول مرة بـ "الزعيم الأعلى" في مقال صحفي كوري شمالي بتاريخ 3 أكتوبر 2020، مع تزايد استخدامه منذ ذلك الحين، بما في ذلك في بعض الأحيان "الزعيم الأعلى العظيم".  كان أول من أطلق عليه لقب "الزعيم الأعلى" بشكل متكرر وهو لا يزال على قيد الحياة، وفي سن مبكرة نسبيًا في الـ37 عامًا  وكان المقال الصحفي لعام 2020 جزءًا من الاستعدادات الرسمية لتعيين كيم جونج أون أمينًا عامًا لحزب العمال الكوري أي زعيم حزب العمال، الهيئة السياسية الوحيدة في البلاد والمنصب الأعلى.   منذ نوفمبر 2021، أفادت جميع وسائل الإعلام الكورية الجنوبية أن كيم جونج أون يُطلق عليه لقب "الزعيم الأعلى" في كوريا الشمالية. 

## قائمة
|   | الصورة                                                                | الاسم (الميلاد – الوفاة)                       | الألقاب                                                    | الفترة                         | المدة في المنصب                                  | المساهمات الأيديولوجية               |
| - | --------------------------------------------------------------------- | ---------------------------------------------- | ---------------------------------------------------------- | ------------------------------ | ------------------------------------------------ | ------------------------------------ |
| 1 |                                                                       | كيم إيل سونغ 김일성 (1912–1994)                | رئيس مجلس الوزراء في جمهورية كوريا الديمقراطية الشعبية     | 9 سبتمبر 1948 – 28 ديسمبر 1972 | 9 سبتمبر 1948 — 8 يوليو 1994 (45 عامًا و302 يومًا) | جوتشي                                |
| 1 | رئيس حزب العمال الكوري                                                | كيم إيل سونغ 김일성 (1912–1994)                | 24 يونيو 1949 – 12 أكتوبر 1966                             |                                | 9 سبتمبر 1948 — 8 يوليو 1994 (45 عامًا و302 يومًا) | جوتشي                                |
| 1 | الأمين العام لحزب العمال الكوري                                       | كيم إيل سونغ 김일성 (1912–1994)                | 12 أكتوبر 1966 – 8 يوليو 1994                              |                                | 9 سبتمبر 1948 — 8 يوليو 1994 (45 عامًا و302 يومًا) | جوتشي                                |
| 1 | رئيس جمهورية كوريا الديمقراطية الشعبية                                | كيم إيل سونغ 김일성 (1912–1994)                | 28 دسيمبر 1972 – 8 يوليو 1994                              |                                | 9 سبتمبر 1948 — 8 يوليو 1994 (45 عامًا و302 يومًا) | جوتشي                                |
| 2 |                                                                       | كيم جونغ إل 김정일 (1941–2011)                 | رئيس لجنة الدفاع الوطني لجمهورية كوريا الديمقراطية الشعبية | 9 أبريل 1993 – 17 ديسمبر 2011  | 8 يوليو 1994 — 17 ديسمبر 2011 (17 عامًا و162يومًا) | الكيميلسونجية سونغون المبادئ العشرة  |
| 2 | الأمين العام لحزب العمال الكوري                                       | كيم جونغ إل 김정일 (1941–2011)                 | 8 أكتوبر 1997 – 17 ديسمبر 2011                             |                                | 8 يوليو 1994 — 17 ديسمبر 2011 (17 عامًا و162يومًا) | الكيميلسونجية سونغون المبادئ العشرة  |
| 3 |                                                                       | كيم جونغ أون 김정은 (مواليد 1982 أو 1983/1984) | الأمين الأول لحزب العمال الكوري                            | 11 أبريل 2012 – 9 مايو 2016    | 17 ديسمبر 2011 — الآن                            | الكيميلسونجية-الكيمجونجيلية بيونججين |
| 3 | الرئيس الأول للجنة الدفاع الوطني في جمهورية كوريا الديمقراطية الشعبية | كيم جونغ أون 김정은 (مواليد 1982 أو 1983/1984) | 11 أبريل 2012 – 29 يونيو 2016                              |                                | 17 ديسمبر 2011 — الآن                            | الكيميلسونجية-الكيمجونجيلية بيونججين |
| 3 | رئيس حزب العمال الكوري                                                | كيم جونغ أون 김정은 (مواليد 1982 أو 1983/1984) | 9 مايو 2016 – 10 يناير 2021                                |                                | 17 ديسمبر 2011 — الآن                            | الكيميلسونجية-الكيمجونجيلية بيونججين |
| 3 | رئيس لجنة شؤون الدولة في جمهورية كوريا الديمقراطية الشعبية            | كيم جونغ أون 김정은 (مواليد 1982 أو 1983/1984) | 29 يونيو 2016 – الآن                                       |                                | 17 ديسمبر 2011 — الآن                            | الكيميلسونجية-الكيمجونجيلية بيونججين |
| 3 | الأمين العام لحزب العمال الكوري                                       | كيم جونغ أون 김정은 (مواليد 1982 أو 1983/1984) | 10 يناير 2021 – الآن                                       |                                | 17 ديسمبر 2011 — الآن                            | الكيميلسونجية-الكيمجونجيلية بيونججين |

- تشير المناصب الغليظة إلى أعلى المناصب في حزب العمال الكوري، وهو الحزب السياسي الوحيد في كوريا الشمالية.

## روابط خارجية
- رجال الدولة العالميون – كوريا الشمالية